# 인류 원리
물리학에서 인간 중심 원리(人間中心原理, 영어: anthropic principle) 또는 인류 원리(人類原理)는 다중 우주가 존재한다면 우리는 그 중 지적 생명체의 존재를 허용하는 우주에 존재한다는 원리다. 다중 우주들에서는 서로 다른 물리 상수들이 존재하는데, 대부분의 경우 이는 별다른 복잡한 구조가 발생하지 않는, 매우 단순한 우주를 발생시킨다. 이 원리를 사용하여, 우리가 관찰하는 우주의 물리 상수들이 왜 복잡한 구조를 허용하는 특별한 값들을 가지는지 설명할 수 있다.

## 역사
"인간 중심 원리"라는 용어를 처음으로 사용한 사람은 브랜던 카터로 알려져 있다.
스티븐 와인버그는 1987년 인간 중심 원리로 우주 상수가 매우 작은 이유를 설명하는 논문을 발표하였다.